# Robert A. Lovett
Robert Abercrombie Lovett, född 14 september 1895 i Huntsville i Texas, död 7 maj 1986 i Locust Valley i Nassau County i New York, var en amerikansk affärsman och federal ämbetsman.

## Biografi
Robert A. Lovett var enda barnet till Robert S. Lovett, styrelseordförande och vd för Union Pacific Railroad. Lovett studerade vid Yale University och var medlem i sällskapet Skull and Bones. Därefter fortsatte han sina studier i juridik och företagsekonomi vid Harvard University. Lovett deltog i första världskriget som aviatör och officer i USA:s flotta för vilken han förde befäl över en flygskvadron och tjänstgjorde tidvis med brittiska Royal Naval Air Service.
Han inledde sin karriär på National Bank of Commerce i New York och gick sedan över till Brown Brothers Harriman & Co. I december 1940 tillsattes han som krigsminister Henry L. Stimsons särskilda rådgivare, och fyra månader senare utnämndes han till understatssekreterare i krigsdepartementet med ansvar för USAAF (den post som när flyget avknoppades från armén 1947 blev flygvapenminister). I december 1945 återvände han till Brown Brothers Harriman.
När f.d. arméstabschefen George C. Marshall utnämndes till utrikesminister 1947, blev Lovett biträdande utrikesminister. När Marshall lämnade utrikesdepartementet 1949, var det igen dags för Lovett att återvända till näringslivet. I september 1950 ville Marshall som ny försvarsminister åter ha Lovett som sin närmsta medarbetare. Lovetts tid som biträdande försvarsminister blev kort, redan ett år senare lämnade Marshall militären för gott och Lovett tillträdde som USA:s försvarsminister i stället.
Lovett tjänstgjorde som försvarsminister till slutet av Harry S. Trumans tid som president i januari 1953. Under Lovetts tid fullföljdes mobiliseringen för Koreakriget och Grekland och Turkiet blev medlemmar i NATO, något som Lovett helhjärtat stödde. Lovett styrde och planerade USA:s militära återupprustning; han hade också långtgående planer för omorganiseringen av försvarsdepartementet.
Lovett fortsatte sin karriär på Brown Brothers Harriman i flera år efter sin tid i presidentens kabinett. John F. Kennedy ville ha Lovett med i sin administration efter att ha vunnit 1960 års presidentval, men då tackade Lovett nej på grund av hälsoskäl. 1963 erhöll han presidentens frihetsmedalj och följande år det årliga Sylvanus Thayer-priset av United States Military Academy.